# José Francisco Miró Quesada Cantuarias
José Francisco Miró Quesada Cantuarias (* 21. Dezember 1918; † 11. Juni 2019) war ein peruanischer Philosoph, Journalist und Politiker.
Er leistete kritische Beiträge zur Ideengeschichte und Rolle der menschlichen Natur. Außerdem prägte er 1976 den Begriff der parakonsistenten Logiken und trug zur Ausdifferenzierung der nichtklassischen Logiken als Forschungsfeld bei. Ab 1990 hielt er als erster Südamerikaner den Vorsitz der Fédération Internationale des Sociétés de Philosophie inne.
Seine Eltern waren der Journalist Óscar Miró Quesada de la Guerra und María Josefina Cantuarias Dañino. Sein Vater leitete die Redaktion bei El Comercio. Er studierte an der Päpstlichen Katholischen Universität von Peru. Seine Promotion erhielt er von der Universidad Nacional Mayor de San Marcos über ein Thema der Kategorientheorie. Bis 1953 unterrichtete er an der San Marcos und erwarb zudem Abschlüsse in Mathematik und den Anwaltstitel.
1952 erhielt er ein UNESCO Stipendium für eine Reise durch Europa. In Frankreich, England und Italien engagierte er sich dabei als Dozent in der Lehramtsausbildung für Sekundarschulen.
1963 berief ihn Fernando Belaúnde Terry von der Partei Acción Popular zum Bildungsminister. Im Oktober 1964 trat er zurück. Es standen dabei Vorwürfe der Veruntreuung im Raum. Unter der Herrschaft von Francisco Morales Bermúdez galt er als enger Berater der Kabinetts. Er hielt in dieser Zeit Lehrstühle an der Universidad Cayetano Heredia und der Universidad de Lima. Im Alter von 70 Jahren wechselte er von der Universität Lima an die Universidad Ricardo Palma.
Er veröffentlichte dabei regelmäßig in der Zeitung El Comercio, die im Familienbesitz war. Zwischen 2003 und 2008 leitete er deren Redaktion.
| Personendaten    | Personendaten                                    |
| ---------------- | ------------------------------------------------ |
| NAME             | Miró Quesada Cantuarias, José Francisco          |
| KURZBESCHREIBUNG | peruanischer Philosoph, Journalist und Politiker |
| GEBURTSDATUM     | 21. Dezember 1918                                |
| STERBEDATUM      | 11. Juni 2019                                    |